# Injector PoE
Un Injector PoE (Power over Ethernet) este un dispozitiv care adaugă alimentare electrică, prin standardul PoE, la un cablu de rețea Ethernet, permițând astfel unui singur cablu să furnizeze atât datele digitale, cât și energia electrică pentru alimentarea și funcționarea unui dispozitiv conectat. 

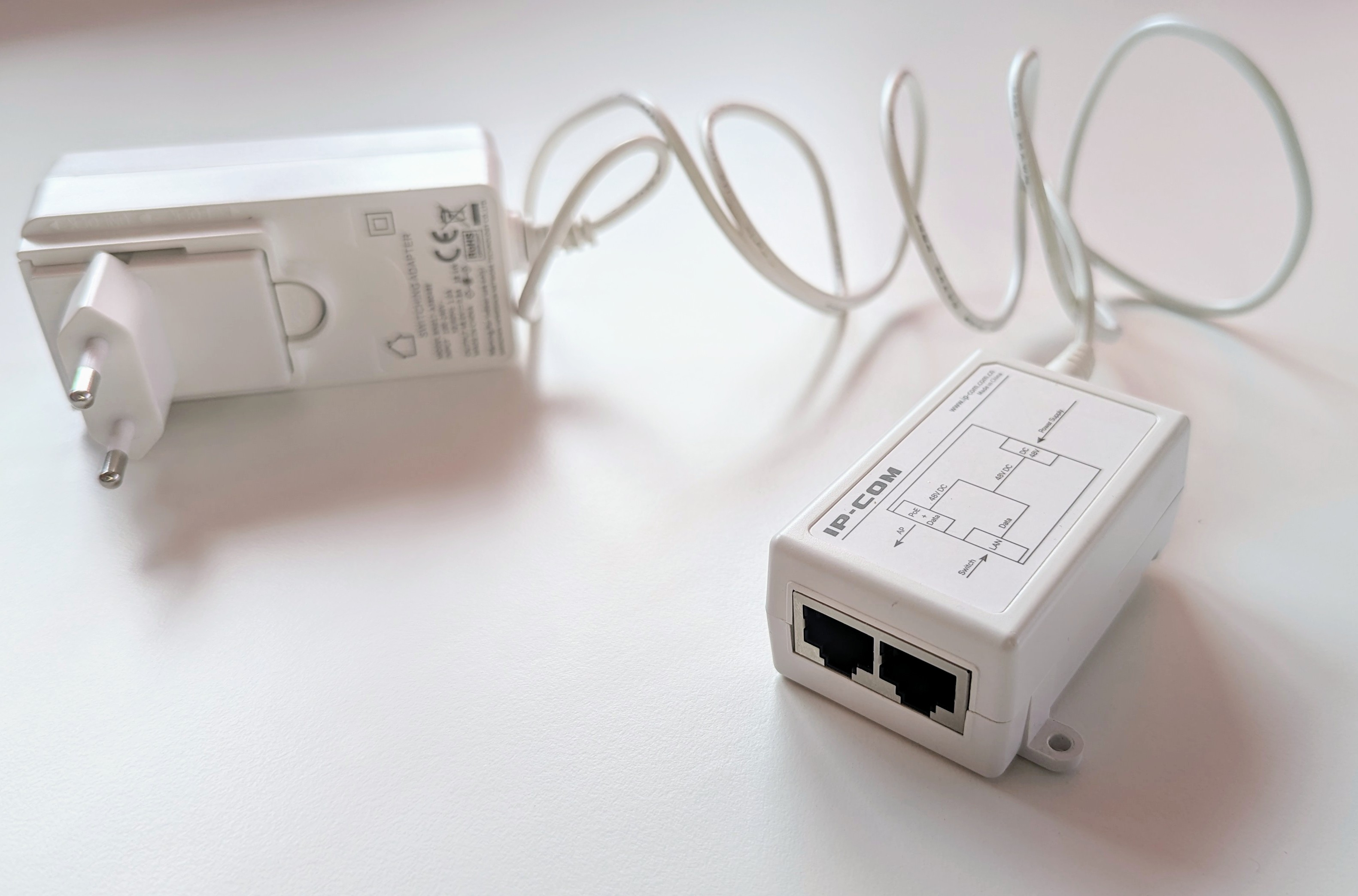
Un injector PoE, care este un PSE midspan. Are un adaptor de alimentare CA>CC care intră în spatele acestuia iar în față un port RJ45 care se conectează la un switch (indicat: Switch săgeată INTRARE) și un port RJ45 care oferă date și PoE (indicat: AP săgeată IEȘIRE), la acest port conectând un PD, precum un AP.

Acest lucru este util pentru alimentarea și operarea dispozitivelor precum camerele de supraveghere IP, punctele de acces Wi-Fi și telefoanele VoIP, care pot fi amplasate în locuri unde nu există prize de curent convenționale. Injectorul PoE este conectat între switch-ul de rețea și dispozitivul alimentat, injectând curent în cablul de rețea. Acesta permite astfel transmiterea simultană a datelor și a energiei pe același cablu. PoE simplifică instalarea și îmbunătățește flexibilitatea rețelei, eliminând necesitatea de a rula cabluri de alimentare separate și de a instala prize de curent în apropierea dispozitivelor alimentate.

## Terminologie și protocoale
Articol principal: PoE (Alimentare prin Ethernet)

### Echipament care alimentează cu energie
Echipamentele de alimentare cu energie (PSE - Power Sourcing Equipment) sunt dispozitive care furnizează (sursă de curent continuu) alimentare prin cablul Ethernet. Acest dispozitiv poate fi un swici, numit uneori și un endspan (IEEE 802.3af se referă la acesta ca punct final sau endpoint) sau un dispozitiv intermediar între un swici care nu este capabil de PoE și un dispozitiv PoE, un injector PoE extern, numit dispozitiv midspan.
Un injector PoE este un echipament de alimentare PSE (Power Sourcing Equipment) și catalogat midspan ca poziționare.

### Dispozitiv alimentat
Un dispozitiv alimentat (PD - Powered Device) este orice dispozitiv alimentat prin PoE, consumând astfel energie. Exemplele includ puncte de acces fără fir, telefoane VoIP și camere IP.

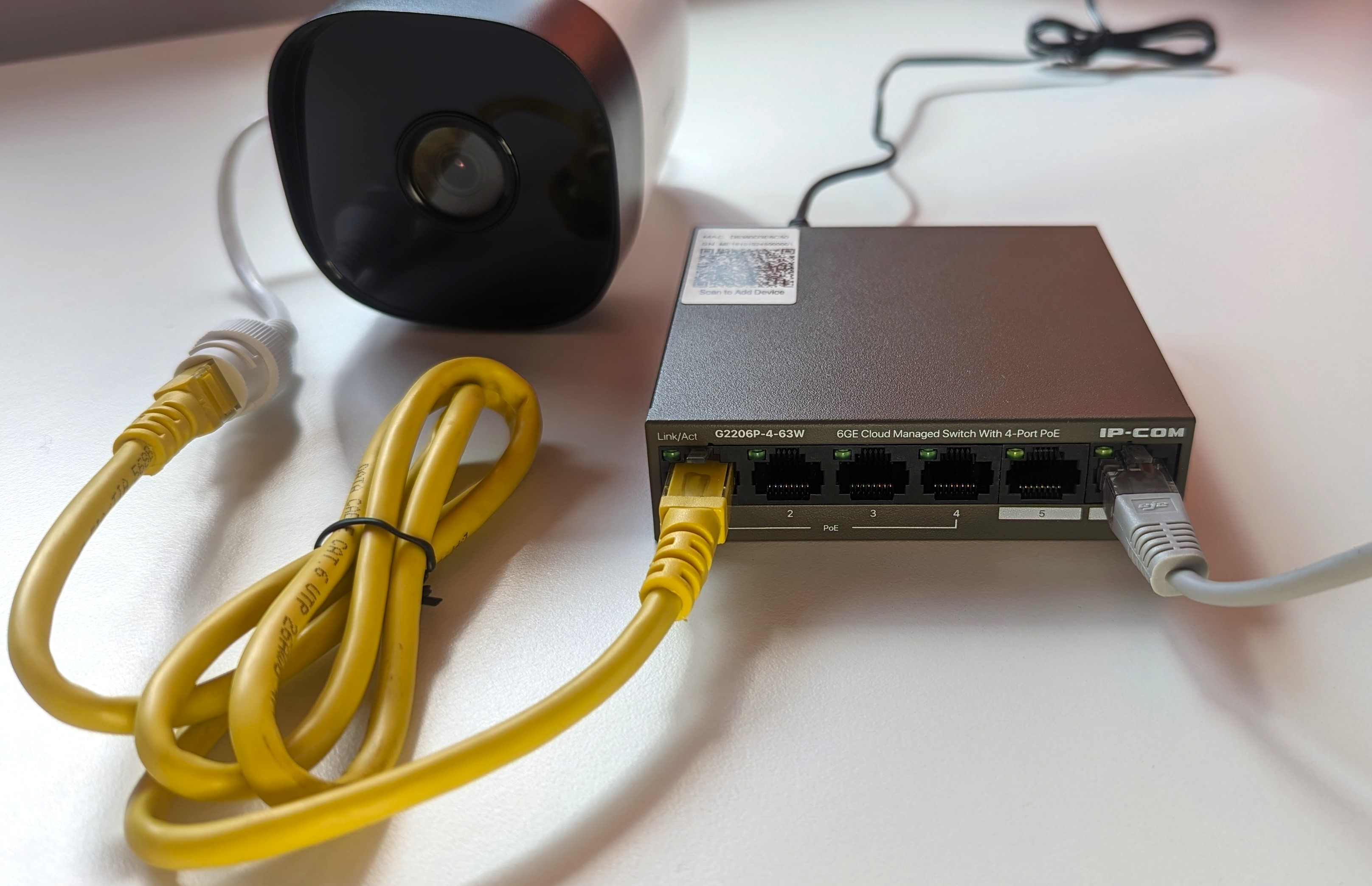
Un switch care este PoE PSE și considerat endspan. Alimentează direct un dispozitiv PD (o cameră IP prin cablul Ethernet galben). Switch-ul se conectează la un ruter prin cablul gri. Switch-ul este alimentat la curent electric prin cablul negru.

Multe dispozitive alimentate dispun de un conector auxiliar pentru o sursă de alimentare externă opțională, precum o mufă mamă de intrare a unui adaptor CC. În funcție de design, o parte, niciuna sau toată energia dispozitivului poate fi furnizată de la acest port auxiliar. De asemenea, portul auxiliar poate acționa uneori ca o sursă de alimentare de rezervă în cazul în care alimentarea furnizată de PoE se defectează.
Un injector PoE alimentează un PD (Powered Device).

### Dispozitive PSE endspan și midspan
Există două tipuri de PSE, anume endspan și midspan. Endspan-urile (denumite în mod obișnuit switch-uri PoE) sunt switch-uri Ethernet care includ circuitele de transmisie Power over Ethernet.  Midspan-urile sunt injectoare de putere (injectoare PoE) care stau între un swici Ethernet obișnuit și dispozitivul alimentat, injectând putere fără a afecta datele. Endspans sunt în mod normal utilizate la instalații noi sau când swiciul trebuie înlocuit din alte motive (cum ar fi trecerea de la 10/100Mbit/s la 1Gbit/s), ceea ce face convenabil adăugarea capacității PoE. Intervalele medii sunt utilizate atunci când nu se dorește înlocuirea și configurarea unui nou comutator Ethernet și doar PoE trebuie adăugat la rețea.
Termenii midspan și endspan nu sunt tehnologii, ci doar niște terminologii folosite în documentații și de tehnicienii și inginerii anglo-saxoni. La fel și pentru termenii PD și PSE. Injectorul PoE este un midspan, iar un swici PoE este considerat un endspan.

Termenii endspan și endspan nu sunt necesari a fi menționați în multe documentații, și de multe ori sunt evitați.

### Tehnici pentru transmiterea energiei prin cabluri Ethernet
Power over Ethernet (PoE) descrie oricare dintre mai multe standarde sau sisteme ad-hoc care transmit energie electrică împreună cu date pe cablarea de tip Ethernet cu perechi răsucite (twisted-pair Ethernet). Există mai multe tehnici pentru transmiterea energiei prin cabluri Ethernet, trei dintre ele fiind standardizate de Institutul de Ingineri Electrici și Electronici (IEEE) standardul IEEE 802.3:
1. Alternative A: transmite puterea pe aceleași fire ca și datele pentru cablurile Ethernet care suportă 10 și 100Mbps.
2. Alternative B: separă datele și conductorii de putere pentru 10BASE-T/100BASE-TX, facilitând depanarea.
3. 4PPoE: utilizează toate cele patru perechi răsucite în paralel, crescând puterea realizabilă.

### Moduri, protocoale sub care energia este furnizată
Sunt mai multe moduri de furnizare a energiei stabilite și standardizate de organizația de standardizare IEEE, fiecare are mai multe denumiri:
1. PoE, 802.3af, 802.3at Type 1: Acesta este standardul original PoE, introdus în 2003. PoE furnizează până la 12,95 wați de putere la un dispozitiv.
2. PoE+, 802.3at, 802.3 at Type 2: Cunoscut și ca PoE de putere înaltă, PoE+ a fost introdus în 2009. Acesta permite un consum maxim de energie de 25,5 wați la dispozitivul controlat1. Un alt avantaj al PoE+ este intervalul de tensiune disponibil atât la port, cât și la dispozitivul alimentat. Conform standardului 802.3af, la port poate fi generată o tensiune între 44 și 57 de volți. Pe de altă parte, în cazul PoE+, tensiunea generată se situează între 50 și 57 de volți.
3. PoE++, 802.3bt, 4PPoE: Acesta este un standard mai nou care include două tipuri, denumite și 4PPoE. Acestea permit transmiterea unei puteri mai mari, depășind limita de 30 wați a tehnologiei PoE+ Există două tipuri de PoE++:
  - PoE++, 802.3bt Type 3, 4PPoE: Acesta furnizează până la 51 wați de putere.
  - PoE++, 802.3bt Type 4, 4PPoE: Acesta furnizează până la 71.3 wați de putere.
4. Passive PoE. Acesta este un tip de sistem PoE care nu necesită nicio negociere între Echipamentul Sursă de Alimentare (PSE) și Dispozitivul Alimentat (PD). În schimb, energia este trimisă constant pe cablul Ethernet către dispozitivele conectate. Cu Passive PoE, o tensiune DC (CC) fixă, de obicei 24V sau 48V, este furnizată pe perechile de fire de rezervă pe un cablu Ethernet. Acest lucru oferă energie continuă dispozitivelor PoE fără nicio gestionare inteligentă a energiei.Aplicațiile pasive comune de 100 Mbit/s utilizează schema de pini a modului 802.3af Mode B - cu CC (curent continuu) pozitiv pe pini 4 și 5 și CC negativ pe 7 și 8 și date pe 1-2 și 3-6, dar polarizarea poate varia. Injectoarele pasive (injectoare Passive PoE) Gigabit folosesc un transformator pe pini de date pentru a permite alimentarea și datelor să partajeze cablul și sunt de obicei compatibile cu 802.3af Mode A. Sunt disponibile injectoare midspan pasive cu până la 12 porturi RJ45 Ethernet PoE.

Verificăm pe injector portul RJ45 cu PoE ce protocol respectă și trebuie să verificăm și portul PoE de pe dispozitivul PD (dispozitivul alimentat de injectorul PoE). 

### Tabelul cu caracteristicile principale ale celor 4 standarde IEEE 802.3 PoE
| Denumiri standard                                              | 802.3af (802.3at Type 1 sau PoE)                             | 802.3at (802.3 at Type2 sau PoE+)                                                                   | 802.3bt Type 3 (4PPoE sau PoE++)                                                                    | 802.3bt Type 4 (4PPoE sau PoE++)                                                                    |
| -------------------------------------------------------------- | ------------------------------------------------------------ | --------------------------------------------------------------------------------------------------- | --------------------------------------------------------------------------------------------------- | --------------------------------------------------------------------------------------------------- |
| Putere disponibilă la PD                                       | 12.95 W                                                      | 25.50 W                                                                                             | 51 W                                                                                                | 71.3 W                                                                                              |
| Putere maximă livrată de PSE                                   | 15.40 W                                                      | 30.0 W                                                                                              | 60 W                                                                                                | 90 W                                                                                                |
| Voltaj (la PSE)                                                | 44.0–57.0 V                                                  | 50.0–57.0 V                                                                                         | 50.0–57.0 V                                                                                         | 52.0–57.0 V                                                                                         |
| Voltaj (la PD)                                                 | 37.0–57.0 V                                                  | 42.5–57.0 V                                                                                         | 42.5–57.0 V                                                                                         | 41.1–57.0 V                                                                                         |
| Curent maxim Imax                                              | 350 mA                                                       | 600 mA                                                                                              | 600 mA per pair                                                                                     | 960 mA per pair                                                                                     |
| Rezistența cablului per pereche                                | 20 Ω (Category 3)                                            | 12.5 Ω (Category 5)                                                                                 | 12.5 Ω                                                                                              | 12.5 Ω                                                                                              |
| Modul de gestionare și stabilire a puterii de alimentare       | 3 niveluri de clasă de putere (1-3) negociate prin semnătură | 4 niveluri de clasă de putere (1-4) negociate prin semnătură sau pași de 0,1 W negociați prin LLDPP | 6 niveluri de clasă de putere (1-6) negociate prin semnătură sau pași de 0,1 W negociați prin LLDPP | 8 niveluri de clasă de putere (1-8) negociate prin semnătură sau pași de 0,1 W negociați prin LLDPP |
| Reducerea temperaturii maxime de operare ambientală a cablului | Fără                                                         | 5 °C (9,0 °F) with one mode (two pairs) active                                                      | 10 °C (18 °F) with more than half of bundled cables pairs at Imax                                   | 10 °C (18 °F) cu necesitatea planificării temperaturii                                              |
| Cablu Ethernet minim recomandat                                | Cat3 și Cat5                                                 | Cat 5                                                                                               | Cat5                                                                                                | Cat5                                                                                                |
| Moduri suportate                                               | Mode A (endspan), Mode B (midspan)                           | Mode A, Mode B                                                                                      | Mode A, Mode B, 4-pair Mode                                                                         | Obligatoriu 4-pair Mode                                                                             |

Notă: Standardele IEEE 802.3 pot avea mai multe denumiri. De exemplu, 802.3af poate fi denumit și ca 802.3at Type 1 sau PoE.

## Tipuri de injectoare
Injectoarele PoE pot fi catalogate dupa mai multe criterii, precum standardul PoE folosit (PoE, PoE+, PoE++ etc), mediul de utilizare la exterior sau interior, după numărul de porturi RJ45 (cu un port sau două), după rata porturilor (FastEthernet, Gigabit etc), după nivelul de protecție la descărcări electrice și alte categorii precum distanța de transmisie liniară pe cablul Ethernet.

## Resurse
1. ↑  Spy Shop. „CE ESTE SI CUM FUNCTIONEAZA POE (POWER OVER ETHERNET)?”. Spy Shop.
2. ↑  Cisco Aironet technotes on 1000BASE-T mid-span devices, Arhivat în 2 august 2011, la Wayback Machine. visited 18 July 2011
3. ↑  IEEE 802.3-2008, section 2, clause 33.3.5
4. ↑  IEEE 802.3at-2009, clause 33.3.7
5. ↑  „5 volt power over ethernet adapters”. Arhivat din original la 2 iulie 2013.
6. ↑  „Passive Power over Ethernet equipment, AC-DC and DC-DC”. Arhivat din original la 20 iunie 2010.
7. ↑  Koussalya Balasubramanian; David Abramson (mai 2014). „Base Line Text for IEEE 802.3 BT” (PDF). Arhivat din original (PDF) la 2 aprilie 2017. Accesat în 2 aprilie 2017.
8. ↑  IEEE 802.3at-2009, clause 33.1.1c